# Том Віттейкер
Том Віттейкер (англ. Tom Whittaker, 21 липня 1898, Олдершот — 24 жовтня 1956, Лондон) — англійський футболіст, по завершенні ігрової кар'єри — тренер, відомий роботою з лондонським «Арсеналом», з яким двічі ставав чемпіоном Англії.
Учасник Першої і Другої світових воєн. Нагороджений Орденом Британської Імперії.

## Ігрова кар'єра
Починав грати у футбол на початку 1910-х у Ньюкаслі, де навчався на морського інженера. Під час Першої світової війни був призваний до війська, спочатку служив в артилерії, згодом приєднався до британських ВМС. Після війни був демобілізований і в листопаді 1919 року прийняв пропозицію присвятити себе футбольній кар'єрі, ставши гравцем лондонського «Арсенала».
У січні 1920 року уклав с «Арсеналом» професійний контракт і дуже швидко став регулярним гравцем команди лондонського клубу. Ігрова кар'єра Віттейкера передчасно закінчилася 1925 року через важку травму — перелом наколінка, яку він отримав під час турне збірної англійських клубів в Австралії.

## Кар'єра тренера
Після вимушеного завершення кар'єри гравця вирішив залишитися у футболі, ставши 1927 року тренером у тренерському штабі «Арсенала». Одночасно навчався на фізіотерапевта. Був помічником Герберта Чепмена, а після смерті останнього у 1934 році продовжив роботу в команді нового менеджера лондонського клубу Джорджа Еллісона.
З початком Другої світової війни Віттейкер, якому вже було за 40, знову пішов до армії, цього разу ставши пілотом Королівськи ВПС, де дослужився до командира ескадрільї. Брав участь у повітряній підтримці висадки союзників у Нормандії, за що після війни був нагороджений Орденом Британської Імперії.
Із закінченням війни повернувся до тренерського штабу «Арсенала», а після виходу на пенсію Еллісона, став головним тренером команди. Під його керівництвом «каноніри» здобули свої перші повоєнні чемпіонські титули, перемігши в сезонах 1947–1948 та 1952–1953. Очолював «Арсенал» до своєї смерті, яка настала 24 жовтня 1956 року на 59-му році життя.

## Титули і нагороди

### Як тренера
- Чемпіон Англії (2):

«Арсенал»: 1947-48, 1952-53
- Володар Кубка Англії (1):

«Арсенал»: 1949-50
- Володар Суперкубка Англії (2):

«Арсенал»: 1948, 1953

### Особисті
- — Кавалер Ордену Британської Імперії (1947)